# Gonzalo Curiel
Gonzalo Curiel Barba (Guadalajara, 19 gennaio 1904 – Città del Messico, 4 luglio 1958) è stato un pianista e compositore messicano, autore di numerose melodie, oltre a colonne sonore di film messicani.

## Biografia

### Primi anni e formazione
Nacque dal matrimonio di Juan Nepomuceno Curiel Guerrero e María de Jesús Barba Riestra e aveva due fratelli: María Elisa e Juan Luis.
Fin da bambino dimostrò un'inclinazione per la musica. A sei anni imparò a suonare il piano e più tardi la chitarra e il violino.
Nella sua città natale ha compiuto tutti i suoi studi, fino al quarto anno di Medicina, carriera che ha percorreva perché suo padre esigeva un titolo professionale. Ma la sua grande vocazione per la musica prevalse e nel 1927 lasciò l'università per trasferirsi a Città del Messico. Già insediato nella capitale, lavorò come pianista in una casa di musica, per la registrazione dei rulli di pianola.
E proprio come pianista iniziò professionalmente in musica, suonando nella stazione radio XEW. Erano passati due mesi da quando si era unito a quella stazione radio, quando il dottore e cantante Alfonso Ortiz Tirado, che stava andando in tournée internazionale il giorno successivo, ricevette la notizia che il suo pianista era malato, quindi chiese a Gonzalo Curiel di sostituirlo.
Questo tour diede a Gonzalo l'opportunità di far conoscere il suo lavoro e il suo talento e servì come piattaforma per, successivamente, creare gruppi musicali e diventare uno dei primi artisti che abbiano lavorato a capo della propria orchestra.

### La carriera
Fu così che sorse il Gruppo Ritarmelo (apocope di "Ritmo, armonía y melodía"), composto da Emilio Tuero, Pablo e Carlos Martínez Gil e Ciro Calderón e diretto da Gonzalo. Quindi, sempre alla ricerca di innovazioni, formò "Los Diablos Azules" (I Diavoli azzurri) e "Los Caballeros de la Armonía", tra gli altri gruppi.
Diede vita a quella che sarebbe stata il suo famoso "Escuadrón del Ritmo", che ha avuto una grande popolarità e ha segnato un'intera epoca tra le orchestre per ballare negli avvenimenti sociali, così come nel varietà nei principali teatri di rivista. Con questa orchestra viaggiò in tutto il Messico e negli Stati Uniti, oltre che in Brasile, Argentina e Cile.
Alla fine formò l'"Orchestra di Gonzalo Curiel", che consolidò il prestigio del compositore e che Curiel ha mantenuto fino alla sua morte.
Durante la sua carriera Gonzalo Curiel si è cimentato in tre importanti aree della musica: la popolare, le colonne sonore per film e la musica sinfonica.

### Musica popolare
Nella musica popolare il suo lavoro fu molto ampio, ma è certamente Vereda Tropical la canzone che gli fece ottenere le più grandi soddisfazioni, a causa della popolarità acquisita sia a livello nazionale che internazionale. La sua canzone fu anche quella che più incontrò il gusto della gente.
Tra le altre creazioni di Gonzalo Curiel che incontrarono il gusto del pubblico sono Temor, Un Gran Amor, Caminos de Ayer, Son tus Ojos Verde Mar, Amargura, Incertidumbre, Calla Tristeza, Dime, Morena Linda, Noche de Luna, Desesperanza, Dolor de ya no verte, Me acuerdo de ti e Llévame.
Nella maggior parte delle sue canzoni scrisse sia i testi che la musica e ne realizzò anche alcune come coautore, come El mar e En cada puerto un amor di Ernesto Cortazar; Deseo, Sorpresa e He querido olvidar, con Alfonso Espriú Herrera (padre di Maria Eugenia Espriu Salazar de Delgado e suocero di Celso Humberto Delgado Ramírez). Con Ricardo López Méndez ha composto Déjame, Tu boca y yo e Tu partida, mentre con Mario Molina Montes ha fatto De dónde vienes e Mira cuántas cosas. In tandem con Gabriel Luna de la Fuente creó Inevitabilmente.
Alcune delle loro canzoni incontrano ancora il gusto del pubblico e molte altre, dal momento che non sono state registrate di recente, sono disponibili per artisti e gruppi musicali che desiderano includerle nei loro repertori, nelle loro presentazioni e in nuove registrazioni di dischi.

### Colonne sonore
Gonzalo Curiel ha contribuito con la composizione delle colonne sonore di 180 film messicani, oltre a produzioni musicali per il cinema americano e francese. Nel 1954 vinse il Premio Ariel per la miglior colonna sonora, per la musica del film Eugenia Grandet. Nel 1958 fu nominato per la musica del film Vainilla, bronce y morir.
Tra gli altri film di Gonzalo Curiel che vale la pena notare, Soy un prófugo e A volar joven, entrambi con Cantinflas; Lo que le pasó a Sansón, con Tin Tán; Ángel o Demonio, Santa, Paraíso Robado, La casa de la zorra, Cantando nace el amor, Hombres de mar, Cartas a Eufemia, El genial detective Peter Pérez, tra gli altri.

### Musica sinfonica
Ha anche composto tre concerti per pianoforte e orchestra, con tre movimenti ciascuno. Queste opere rappresentarono il culmine della sua solida preparazione e della sua carriera musicale.

## Impegno sociale
Gonzalo Curiel, condividendo ideali con Alfonso Esparza Oteo, Ignacio Fernández Esperón Tata Nacho e Mario Talavera, tra gli altri, per migliorare la situazione economica dei compositori, fondarono il "Sindacato messicano di autori, compositori ed editori di musica" (SMACEM) e, successivamente, la "Società degli autori e compositori di musica", istituzione di cui fu, in due periodi, presidente del consiglio di amministrazione.

### Morte
Gonzalo Curiel morì di un infarto miocardico nella sua casa il 4 luglio 1958. Le sue spoglie riposano nel Panteón Jardín de San Ángel, a Città del Messico.

## Premi e riconoscimenti
Nella vita ricevette molti riconoscimenti di vario genere, ma ce ne sono stati di più dopo la sua morte: alcune strade e viali della Repubblica Messicana portano il suo nome; diversi busti in bronzo immortalano la sua memoria; una targa è stata collocata nella casa in cui è nato e, nel febbraio 2001, il governo di Jalisco ha svelato il Muro de los 100 Jaliscienses Ilustres (Muro dei 100 Jalisciensi Illustri), dove si trova il Maestro Curiel.
Nel 2009, è stato premiato dalla Sociedad de Autores y Compositores con il Reconocimiento Póstumo Juventino Rosas, una medaglia post mortem, istituita per onorare autori e compositori messicani il cui lavoro ha superato i confini linguistici e culturali, rimanendo valido fino ad oggi, per la Gloria del Messico nel mondo.

## Composizioni

### Le canzoni più popolari
- Vereda tropical
- Noche de Luna
- Incertidumbre
- Un gran amor
- Temor
- Desesperanza
- Son tus ojos verde mar
- Sorpresa (Musica di Gonzalo Curiel. Parole di Alfonso Espriú Herrera (Padre di Maria Eugenia Espriu Salazar de Delgado e suocero di Celso Humberto Delgado Ramirez)
- Traicionera
- Morena linda
- Dime
- Caminos de ayer
- Tu Partida (Musica di Gonzalo Curiel. Parole di Ricardo López Méndez)
- Déjame (Musica di Gonzalo Curiel. Parole di Ricardo López Méndez)
- Calla Tristeza

### Le altre canzoni
In ordine alfabetico:
- A Solas
- Adiós
- Amargura
- Anoche
- Antes
- Así es amar
- Ay Corazón
- Blanca
- Brazalete
- Calla
- Calla Tristeza
- Caminos de ayer
- Canta el Son
- Casualidad
- Confesión
- Con mi guitarra
- Cuándo
- De dónde vienes (Musica di Gonzalo Curiel. Parole di Mario Molina Montes)
- Déjame (Musica di Gonzalo Curiel. Parole di Ricardo López Méndez)
- Desesperanza
- Desear (Musica di Gonzalo Curiel. Parole di Alfonso Espriú Herrera (Padre di Maria Eugenia Espriu Salazar de Delgado e suocero di Celso Humberto Delgado Ramírez)
- Di que es mentira
- Dime
- Dolor de ya no verte (Musica di Gonzalo Curiel. Parole di Conchita Curiel)
- El mar (Musica di Gonzalo Curiel. Parole di Ernesto Cortázar)
- En cada puerto un amor (Musica di Gonzalo Curiel. Parole di Ernesto Cortázar)

- En mi retiro
- Esperanza
- Esta noche de amor
- Fatalidad
- Fidelidad
- He querido olvidar (Musica di Gonzalo Curiel. Parole di Alfonso Espriú Herrera (Padre di Maria Eugenia Espriu Salazar de Delgado e suocero di Celso Humberto Delgado Ramírez) )
- Incertidumbre
- Inesperada
- Inevitablemente (Musica di Gonzalo Curiel. Parole di Gabriel Luna de la Fuente)
- Instante
- Inútil afán
- La quiero
- Llévame
- Luna amiga
- Mañana
- Mañanita Fría
- María del Mar (Musica di Gonzalo Curiel. Parole di Mario Molina Montes)
- Me acuerdo de ti
- Me enamoré (Musica di Gonzalo Curiel. Parole di Rodolfo Sandoval)
- Me olvidé de ti
- Mira cuántas cosas (Musica di Gonzalo Curiel. Parole di Mario Molina Montes)
- Mi querer
- Morena linda
- Muchacha del alma (Musica di Gonzalo Curiel. Parole di Miguel Angel Menéndez)
- Muy quedito
- Nada

- Nadie lo sabe
- Noche de luna
- No estás
- Notas de mi piano
- Para ella
- Puñalada
- Regalo
- Sabor de besos
- Si tu quisieras
- Sin lágrimas
- Sollozo
- Son tus ojos verde mar
- Sorpresa (Musica di Gonzalo Curiel. Parole di Alfonso Espriú Herrera (Padre di Maria Eugenia Espriu Salazar de Delgado e suocero di Celso Humberto Delgado Ramírez) )
- Soy un extraño
- Sueño
- Temor
- Traicionera
- Tu
- Tu boca y yo (Musica di Gonzalo Curiel. Parole di Ricardo López Méndez)
- Tu partida (Musica di Gonzalo Curiel. Parole di Ricardo López Méndez)
- Un gran amor
- Una canción en la noche
- Ven
- Vereda Tropical
- Viajar (Musica di Gonzalo Curiel. Parole di José Antonio Zorrilla, Monís)
- Viejo Rincón
- Visión (Musica di Gonzalo Curiel. Parole di Alfonso Espriú Herrera (Padre di Maria Eugenia Espriu Salazar de Delgado e suocero di Celso Humberto Delgado Ramírez) )
- Ya nada soy

### Colonne sonore
- Soy un prófugo (1946)
- ¡A volar joven! (1947)
- El supersabio (1948)
- El mago (1948)
- Fíjate qué suave (1948)
- Puerta, joven (1949)
- Pobres pero sinvergüenzas (1949)
- En cada puerto un amor (1949)
- Cuando el alba llegue (Fuego en la carne) (1950)
- Traicionera (1950)
- Vivillo desde chiquillo (1951)
- Dancing, Salón de baile (1952)

## Cantanti
Hanno interpretato e/o inciso una o più delle sue canzoni:
- José Mojica
- Alfredo Sadel
- Genaro Salinas
- Juan Arvizu
- Adelina García
- Avelina Landín
- Pedro Infante
- Emilio Tuero
- Lupita Palomera
- Alejandro Algara
- Pedro Vargas
- Las Hermanas Águila

- Elvira Ríos
- Marilú
- Antonio Prieto
- Irma Carlón
- Fernando Fernández
- José Alfredo Jiménez
- Pepe Jaramillo
- Javier Solís
- Amparo Montes
- Gualberto Castro
- Marco Antonio Muñiz
- Doris

- Chavela Vargas
- Chucho Avellanet
- Julieta Bermejo
- Myrza Maldonado
- Mauro Calderón
- Plácido Domingo
- Eugenia León
- Presuntos implicados
- Rodrigo de la Cadena
- Armando Manzanero
- Fernando de la Mora
- Orquesta Románticos de Cuba